# کریم قربانی
کریم قربانی علائی (زادهٔ ۶ مرداد ۱۳۳۶) موسیقی‌دان و نوازندهٔ ویولنسل اهل ایران است.

## زندگی‌نامه
کریم قربانی ۶ مرداد سال ۱۳۳۶ در تهران متولد شد. او در سال ۱۳۴۸ برای آموختن موسیقی وارد هنرستان عالی موسیقی شد. کریم قربانی ساز ویلنسل را به عنوان ساز تخصصی خود برگزید و از کلاس محمد پورتراب بهره برد. وی در سال ۱۳۵۹ مدرک لیسانس نوازندگی ویلنسل را دریافت کرد. کریم قربانی در سال ۱۳۷۷ موفق به اخذ مدرک درجه یک هنری از وزارت فرهنگ و آموزش عالی شد."
در ۶ بهمن ۱۳۹۷ در جشن نوزدهمین سالگرد تأسیس خانه موسیقی ایران از «کریم قربانی» با اهداء لوح و تندیس خانه موسیقی، تقدیر شد. کریم قربانی از حامیان ابراهیم رئیسی در انتخابات ریاست جمهوری ۱۴۰۰ بود.

## فعالیت‌های هنری
بیشترین فعالیت‌های هنری کریم قربانی به شرح زیر است:
- کسب مقام برتر رشته ویلنسل در کنکور موسیقی رادیو و تلویزیون - سال ۱۳۵۳
- نوازنده و تک‌نواز ویلنسل در ارکستر ژونس موزیکال ایران - سال ۱۳۵۳
- پیوستن به ارکستر سمفونیک تهران - سال ۱۳۵۵
- پذیرش از کنسرواتوار ناسیونال کشور فرانسه - سال ۱۳۵۸
- انتخاب به عنوان مایستر ویولنسل در ارکستر سمفونیک تهران - از سال ۱۳۵۹ تا کنون
- پیوستن به گروه کوارتت زهی تهران به عنوان نوازنده ویلنسل - سال ۱۳۵۹
- اجرای کنسرت‌های مختلف در انجمن‌های فرهنگی ایران و اتریش، ایران و ایتالیا، ایران و سوئیس، ایران و آلمان - از سال ۱۳۶۱
- برگزیده شدن به عنوان مسئول اداره نظارت و صدور پروانه نوار کاست در مرکز موسیقی - سال ۱۳۶۱
- کسب دیپلم افتخار از چهارمین جشنواره سرود و آهنگ‌های انقلابی
- داوری آثار موسیقی جشنواره‌ها و مسابقات فرهنگی و هنری در ارگان‌ها و نهادهای مختلف
- حضور مستمر در جشنواره‌های سراسری موسیقی فجر
- اولین اجرا به عنوان سولیست در ارکستر سمفونیک تهران - سال ۱۳۶۹
- عضویت در کانون آهنگسازان سینمای ایران - سال ۱۳۷۲
- عضویت در هیئت داوران جشنواره موسیقی جوان"[۵]
- عضویت در هیئت داوران جشن خانه سینما
- گذراندن دوره مستر کلاس ویلنسل در شهر آروزای کشور سوئیس - سال ۱۳۷۵
- گذراندن دوره مستر کلاس ویلنسل در کشور ایتالیا - سال ۱۳۷۵
- دریافت مدرک درجه یک هنری معادل دکترا از وزارت فرهنگ و آموزش عالی - سال ۱۳۷۷
- انتخاب به عنوان هنرمند برگزیده بیست سال موسیقی کشور از سوی وزارت فرهنگ و ارشاد اسلامی - سال ۱۳۷۷
- عضویت در شورای فنی هنرستان موسیقی پسران - سال ۱۳۷۹
- عضویت در هیئت داوران هنرستان‌های موسیقی دختران و پسران در بخش امتحانات
- اجرای کنسرت در کشور اسپانیا - سال ۱۳۷۹
- عضویت در کمیته نوازندگان سازهای کلاسیک و شورای فنی خانه موسیقی - سال ۱۳۸۰
- عضویت در شورای فنی هنرستان موسیقی دختران - سال ۱۳۸۳
- تدریس ساز ویلنسل در دانشگاه تهران - سال ۱۳۸۲
- همکاری با آهنگسازان مختلف به عنوان ناظر ضبط موسیقی فیلم و سریال‌های تلویزیونی و آلبوم‌های موسیقی

## آثار
کریم قربانی در اجرای بسیاری از آلبوم‌های موسیقی در سبک‌های مختلف حضور داشته‌ است که از آن میان به موارد زیر می‌توان اشاره کرد:
- سریال امام علی - فرهاد فخرالدینی[۶]
- دود عود - محمد رضا شجریان - پرویز مشکاتیان[۷]
- بوی باران - محمدرضا شجریان - حسین یوسف زمانی[۸]
- نسیم وصل - محمدجواد ضرابیان - همایون شجریان
- نون و دلقک - محمد اصفهانی[۹]
- رسوای زمانه - همایون خرم - علی‌رضا قربانی[۱۰]
- پر پرواز - شادمهر عقیلی
- آیینه و آه - حسام الدین سراج[۱۱]
- پنهان چو دل - حمیدرضا نوربخش[۱۲]
- دلاویزترین - محمد نوری
- جاودانه با عشق - محمد نوری[۱۳]
- جلوه‌های ماندگار - محمد نوری
- ایران زمین - کامبیز روشن روان - بیژن بیژنی[۱۴]
- گل به دامن - بیژن بیژنی
- چهار فصل - بیژن بیژنی
- از کرخه تا راین - مجید انتظامی"[۱۵]
- آرام‌تر از دریا - مجید انتظامی
- بوم - حمیدرضا دیبازر
- کما - حمید عسکری
- تا نفس هست - شهرام شکوهی
- با ستاره‌ها - محمدجواد ضرابیان - همایون شجریان
- مسافری از هند - محمدمهدی گورنگی
- حقیقتی شبیه خیال - محمدمهدی گورنگی[۱۶]
- قصه شب - حسین زمان
- فصل عاشقی - سالار عقیلی
- دل ای دل - اکبر گلپایگانی
- هزار آوا - پری زنگنه"[۱۷]
- عشق الهی - علیرضا عصار - فؤاد حجازی
- می‌فهممت - محمد رضا فروتن - بابک زرین
- مدار بیقراری - بابک جهانبخش[۱۸]
- ناز لیلی - مهدی حبیبی
- بی‌تو خاکسترم - بهرام حصیری
- دوئل - مجید انتظامی
- سمفونی صلح - مجید انتظامی
- دهاتی - شادمهر عقیلی
- نیلوفرانه - علیرضا افتخاری
- سایه‌ها - امیر اشکان غلامی
- خورشید - امیرحسین مدرس
- فراموشم مکن - چنگیز حبیبیان
- سخاوت - مهرداد کاظمی - محمدرضا احمدیان - خسرو شکیبایی
- طبیب دل - سیامک شجریان - محمدجواد ضرابیان
- چشمه مهر - محسن کرامتی - کسری صادقی
- ماه مجلس - عبدالحسین مختاباد
- گل عشق - مسعود خادم
- در گلستانه - شهرام ناظری
- خاطرات زندگی - حسین خواجه‌امیری (ایرج)
- در خانه بوی گل گرفت - ایرج بسطامی - حسین پرنیا
- نگاه آسمانی - حسام الدین سراج - علی رحیمیان
- در موی سپید - اکبر گلپایگانی (گلپا)
- ستاره‌ها بیدار شین - مهدی بزرگمهر
- دو نوازی ویولنسل و گیتار کلاسیک به همراه حامد پور ساعی
- دشت گریان (قطعاتی برای دو نوازی موسیقی کلاسیک) به همراه حامد پور ساعی، فروغ کریمی و امیر شمس